# كايرن.إنفو
كايرن.إنفو هو موقع ويب من نوع موقع ويب علمي أنشئ في 2005، وهو متوفر بعدة لغات.

## وصلات خارجية
- الموقع الرسمي